# Mar de Grau

Mapa que muestra el mar peruano.

Mar de Grau es la denominación oficial del dominio marítimo del Perú en el océano Pacífico, es decir, de los espacios marítimos sobre los que ejerce soberanía y jurisdicción. Su nombre hace referencia a Miguel Grau, máximo héroe peruano de la guerra del Pacífico.
No es propiamente un mar en el concepto que da la Organización Hidrográfica Internacional, esto es geográfico, sino un mar en sentido jurídico y político. El Mar de Grau posee una gran variedad de recursos hidrobiológicos y minerales.
Su extensión abarca desde el paralelo de Boca de Capones al norte, y por el sur en el punto en que el paralelo geográfico que pasa por el Hito N.º 1 se interseca con la línea de baja marea, al sur de la ciudad de Tacna; formando una línea costera que se extiende 3079,50 km. Ocupa una zona marítima comprendida por el litoral peruano (hacia el este) y una línea imaginaria a 200 millas de distancia (370,4 km) del punto más cercano de la costa. Ocupando un área geográfica de 1 140 646,8 km² aproximadamente. 
Respecto al límite sur, Perú planteó a Chile una controversia, la cual fue resuelta el 27 de enero de 2014 mediante una sentencia de la Corte Internacional de Justicia que estableció la frontera marítima definitiva entre ambos países. Las coordenadas exactas de la frontera marítima binacional fueron determinadas el 25 de marzo de 2014, mediante la suscripción en Lima de un acta por representantes de ambos Estados.

## Descripción y extensión

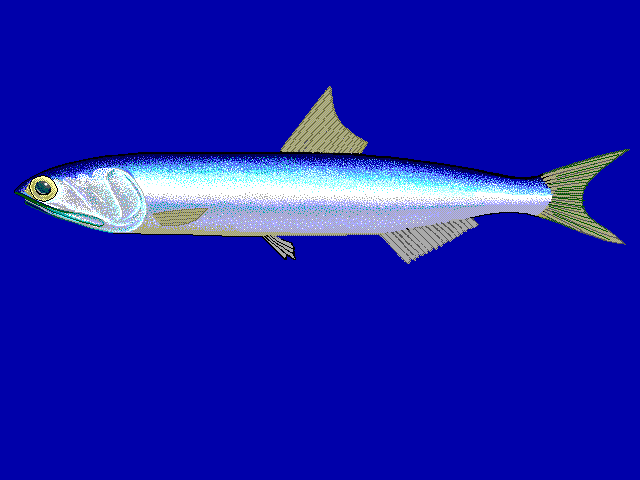
Anchoveta peruana, importante recurso pesquero del Mar de Grau.

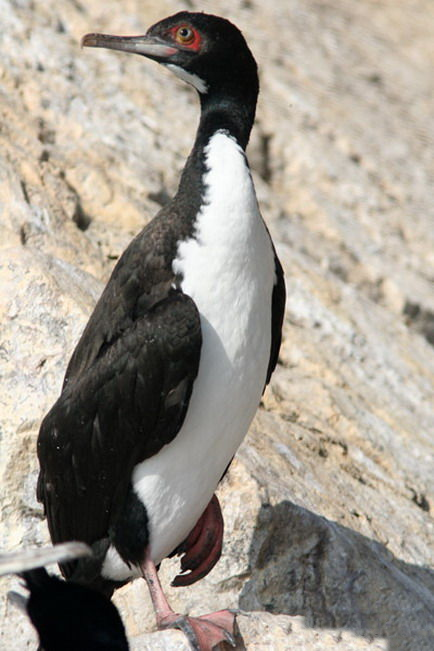
El Guanay, principal recurso guanero.

La línea costera del Perú tiene una extensión de 3079,50 km, desde el límite con Ecuador en el talweg de la Boca de Capones establecido por el Protocolo de Paz, Amistad y Límites de Río de Janeiro del 29 de enero de 1942 hasta el límite con Chile en el punto en que la frontera terrestre llega al mar, según lo establecido por el Tratado de Lima, del 3 de junio de 1929. Su amplitud es de 200 millas.

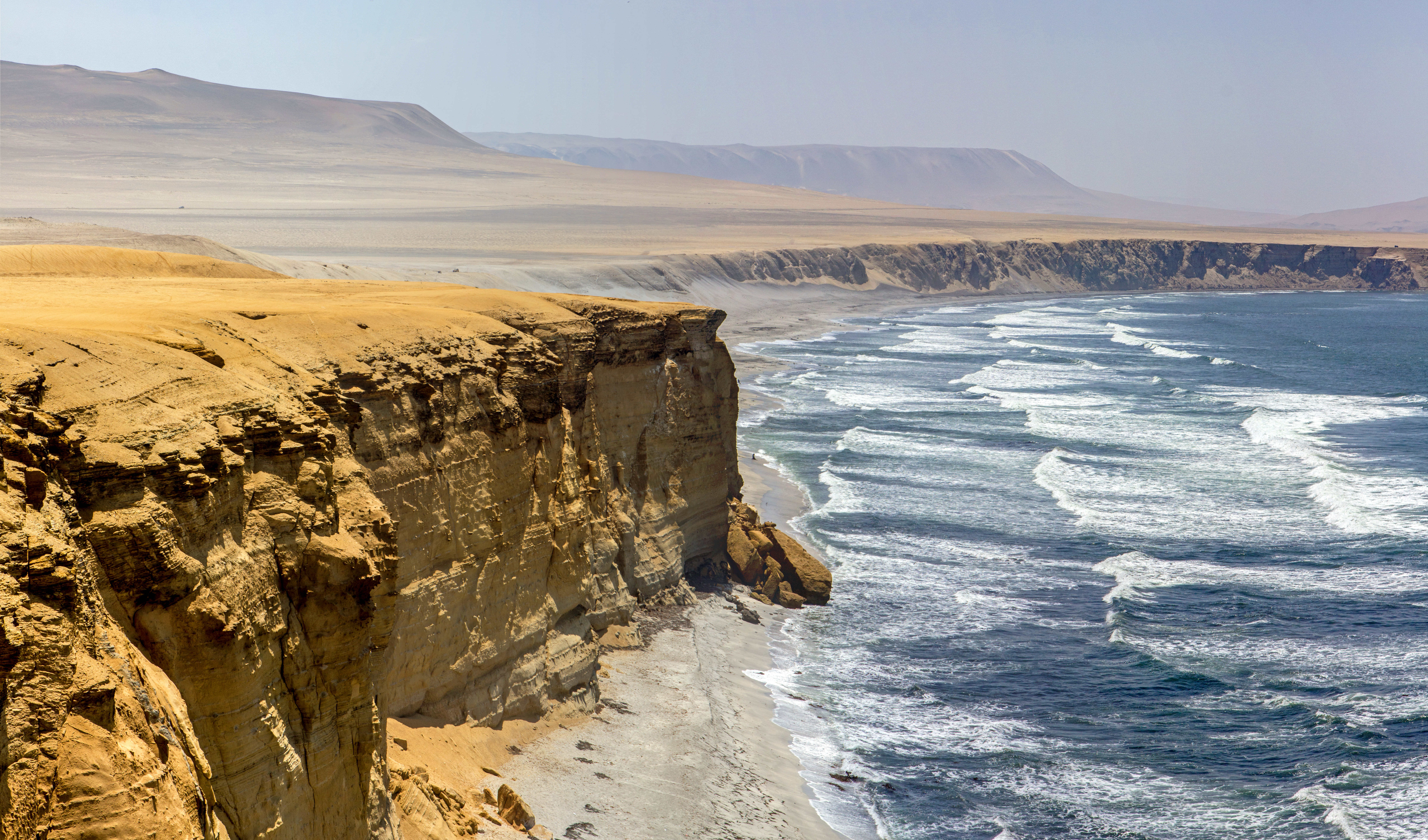
Reserva nacional de Paracas, ubicada en pleno desierto del Pacífico, a orillas del océano Pacífico.

La vida y el desarrollo del poblador peruano han estado vinculados al mar y sus recursos desde tiempos inmemoriales. De ello son testimonio importantes vestigios, como la red de pesca de los paracas —probablemente la más antigua que se conserva en el mundo— con cerca de 9000 años de antigüedad, así como remos hallados en monumentos arqueológicos (cultura Chincha) e innumerables representaciones artísticas de animales y aves marinas en textiles y cerámicas del Antiguo Perú.
El mar adyacente a las costas del Perú, presenta características singulares que determinan la existencia de una importante biomasa de zooplancton y fitoplancton, más de 600 especies de peces y una gran variedad y cantidad de mamíferos marinos, moluscos y crustáceos, entre los géneros más importantes de la fauna marina. Adicionalmente, en su plataforma continental y otras áreas submarinas, Perú posee petróleo, gas natural y diversos recursos minerales y energéticos.
Con el fin de proteger, conservar y reglamentar el uso de los recursos naturales existentes en dicho mar, Perú extendió su soberanía y jurisdicción hasta las 200 millas del mar adyacente a sus costas, mediante el Decreto Supremo N.º 781 del 1 de agosto de 1947. Posteriormente se suscribiría el 18 de agosto de 1952, entre los gobiernos de Chile, Ecuador y Perú, la Declaración de Santiago. En ella se ratificó la soberanía sobre el mar adyacente a sus costas hasta una distancia mínima de 200 millas, dándole a esta tesis un carácter regional, logrando así un reconocimiento internacional de la posición de estos países. Perú se constituyó así, en uno de los países pioneros junto con Chile, en lo que luego se denominaría “la tesis de las 200 millas”, adoptada —en sus elementos esenciales— como norma internacional en la Convención de las Naciones Unidas sobre el Derecho del Mar de 1982. Ello no fue producto del azar, sino resultado de la tenaz defensa internacional desarrollada a lo largo de décadas por los países del Pacífico sur, tanto de manera individual como a través de la Comisión Permanente del Pacífico Sur. 

### Límites
En su límite norte, si bien Perú y Ecuador en la práctica siempre aceptaron que la línea que sigue el paralelo geográfico constituía su frontera marítima, no fue sino hasta el año 2011 en que éstos la formalizaron mediante el intercambio de notas diplomáticas idénticas, donde se describió por primera vez, de manera detallada y con las correspondientes coordenadas y representaciones gráficas, la frontera marítima entre ambos países. Dicho acuerdo fue registrado en la Secretaría General de Naciones Unidas como acuerdo internacional, de conformidad al artículo 102 de la Carta de la ONU.
En el caso de la frontera sur, el gobierno del Perú mantuvo durante años una discrepancia con su similar de Chile, pues mientras Perú argumentaba que la frontera no estaba fijada y que esta debía establecerse siguiendo una línea equidistante, el gobierno chileno sostenía que esta ya existía según acuerdos suscritos entre ambos países, y que la línea fronteriza seguía el paralelo geográfico hasta las 200 millas. Luego de seguir un largo proceso ante la Corte Internacional de Justicia de La Haya, esta sentenció estableciendo de manera definitiva la frontera marítima común, la cual se inicia en el punto en que el paralelo geográfico que pasa por el Hito N.o 1 se interseca con la línea de baja marea, y a partir de allí se prolonga hasta las 80 millas, punto en el cual la línea se inclina con dirección suroeste siguiendo una bisectriz hasta las 200 millas medidas desde las costas de Chile y Perú.
Hacia el oeste el límite del mar peruano está constituido por una línea perpendicular a sus costas que se forma a una distancia de doscientas millas marinas medidas desde las líneas de base aprobadas mediante la Ley N.o 28621.

## Regulación jurídica
La Constitución peruana establece, en su artículo 54, que el «dominio marítimo del Estado comprende el mar adyacente a sus costas, así como su lecho y subsuelo, hasta la distancia de doscientas millas marinas medidas desde las líneas de base que establece la ley» y que en dicha zona «ejerce soberanía y jurisdicción, sin perjuicio de las libertades de comunicación internacional, de acuerdo con la ley y con los tratados ratificados por el Estado». Mediante la Ley N.o 23856, de 24 de mayo de 1984, se dio la denominación de «Mar de Grau» al dominio marítimo del Perú.
Cabe destacar que Perú no ha firmado la Convención de las Naciones Unidas sobre el Derecho del Mar de 1982, que distingue tres zonas marítimas a los estados: mar territorial, zona contigua y zona económica exclusiva, además de la plataforma continental. Sin embargo, en el marco de la controversia de delimitación marítima con Chile, el agente peruano ante la Corte Internacional de Justicia declaró formalmente, en representación de su gobierno, de que «[e]l término "dominio marítimo" utilizado en la Constitución [del Perú] se aplica de una manera consistente con las zonas marítimas establecidas en la Convención de 1982», de lo cual la Corte tomó nota, estimando que dicha declaración expresa un compromiso formal por parte del Perú.
Alfonso Benavides Correa, quien es presidente ad honorem de la Comisión Patriótica para la Defensa del Mar de Grau, señaló que para aprobar la convención «tiene que ser con una votación mayoritaria del Congreso y ratificada por un referéndum». En cambio, Diego García Sayán criticó la ignorancia de firmar tal acuerdo, ya que «se busca la preservación de los recursos [que] está perfectamente regulada y protegida con la Convención».

## Regiones
En el mar peruano se distinguen geográficamente tres regiones bien diferenciadas: la región central, meridional y la región septentrional.

### Región central y meridional
Esta región se extiende desde la península de Illescas, al sur de Piura, hasta la frontera con Chile. A su vez esta región se encuentra influenciada por tres fenómenos geográficos: la Corriente de Humboldt, el anticiclón del Pacífico Sur y el fenómeno de afloramiento de las aguas marinas.
Temperatura

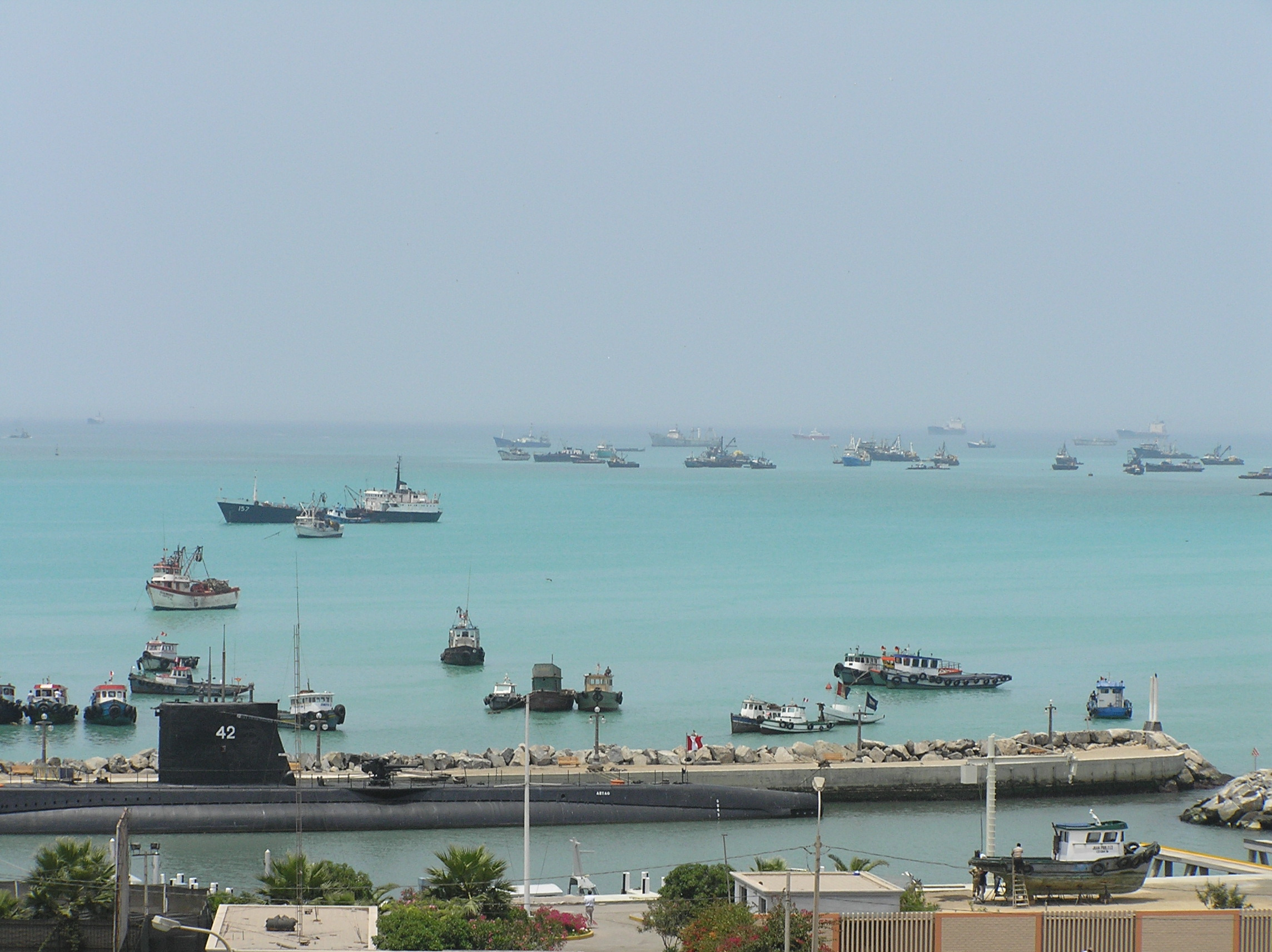
Puerto del Callao, el más importante del Mar de Grau.

La Región central y meridional posee aguas frías comparadas con las aguas de la región septentrional de aguas cálidas. Esta frialdad se debe al ascenso de aguas profundas (frías ya que no son alcanzadas por los rayos del sol) hacia la superficie marina. A este ascenso de aguas frías y profundas se le conoce con el nombre de fenómeno del afloramiento. El afloramiento se realiza en las zonas cercanas a la costa debido a la interacción de tres fenómenos geográficos: El movimiento de rotación de la tierra, la impulsión de los vientos alisios y la diferencia de la temperatura y salinidad que hay entre las aguas superficiales y las de las aguas de las profundidades marinas.
Color
En estas regiones las aguas del mar peruano presentan un color verdoso, esto se debe a la presencia del fitoplancton (microorganismo vegetal que flota en la superficie marina), dentro del área de las doscientas millas.
El fitoplancton es un alga microscópica, de color verde ya que tiene clorofila. Esta coloración verdosa puede verse alterada con cierta frecuencia, adoptando diferentes tonalidades, que varían desde el rojizo al amarillo y plomizo. Este fenómeno, conocido con el nombre de aguaje, provoca a menudo la muerte del plancton (fitoplancton y zooplancton) y, por consiguiente la muerte de muchos peces que salen varados a la playa.
Más allá de las doscientas millas las aguas oceánicas son tropicales y de un color azul marino ya que carecen de fitoplancton.
Salinidad
Las aguas de estas regiones marinas son saladas por la cantidad de sales minerales que contienen. Esta varía de 34 a 35 gramos por litro de agua. Siendo mayor la salinidad en la zona norte que en la zona sur.

### Región septentrional o del norte
Esta región se encuentra al norte de la península de Illescas, y se extiende hasta la frontera con el Ecuador.  
Temperatura
Sus aguas son tropicales por encontrarse en zona de baja latitud, es decir, cerca de la línea ecuatorial, y por estar bajo la influencia de la Corriente del Niño, también de aguas cálidas.
Color
Sus aguas son azulinas por encontrarse en zona tropical, fuera de la influencia de la Corriente Peruana.
Salinidad
La salinidad de sus aguas es mayor que en la región central y sur (meridional). Llegándose a encontrar 35 gramos de sales minerales por litro de agua. A causa de la elevada temperatura que impera en esta área de baja latitud.

## Relieve
El mar peruano se encuentra sobre el fondo de un relieve muy variado. Presenta montañas (dorsales), abismos (fosas), etc. Llegándose a observar los siguientes rasgos morfológicos.

### El zócalo continental
Forma parte de la Plataforma Continental que se encuentra cubierta por las aguas marinas hasta los 200 m de profundidad es importante porque presenta características singulares que determinan la existencia de una importante biomasa de zooplancton y fitoplancton, más de 600 especies de peces y una gran variedad y cantidad de mamíferos marinos, moluscos y crustáceos, entre los géneros más importantes de la fauna marina. Adicionalmente, en su plataforma continental y otras áreas submarinas, el Perú posee petróleo, gas natural y diversos recursos minerales .
El zócalo continental tiene una gran importancia para la economía del Perú. En él se dan las condiciones necesarias que determinan una abundancia en recursos hidrobiológicos, lo que convierte a esta parte del mar peruano en una especie de “sopa marina”, de la cual se aprovechan para su alimentación peces pequeños, medianos y grandes; incluyendo mamíferos marinos, como la ballena y el cachalote. En el también se encuentran una abundante cantidad de recursos minerales y energéticos aún no explotados a excepción del petróleo, que significa el 15,97 % de explotación de crudo a nivel nacional.
En él se distinguen llanuras con suave declive hacia el oeste, algunos valles y muchas montañas, cuyas cimas son las islas.

#### Sector norte o septentrional
Ubicado frente a los departamentos de Piura y Tumbes. Su característica principal es la de ser angosto, con unos 50 km de ancho a la altura de Tumbes, 40 km a la altura del desierto de Sechura, y muy angosto a la altura de punta Balcones, Paita y la península de Illescas.

#### Sector central

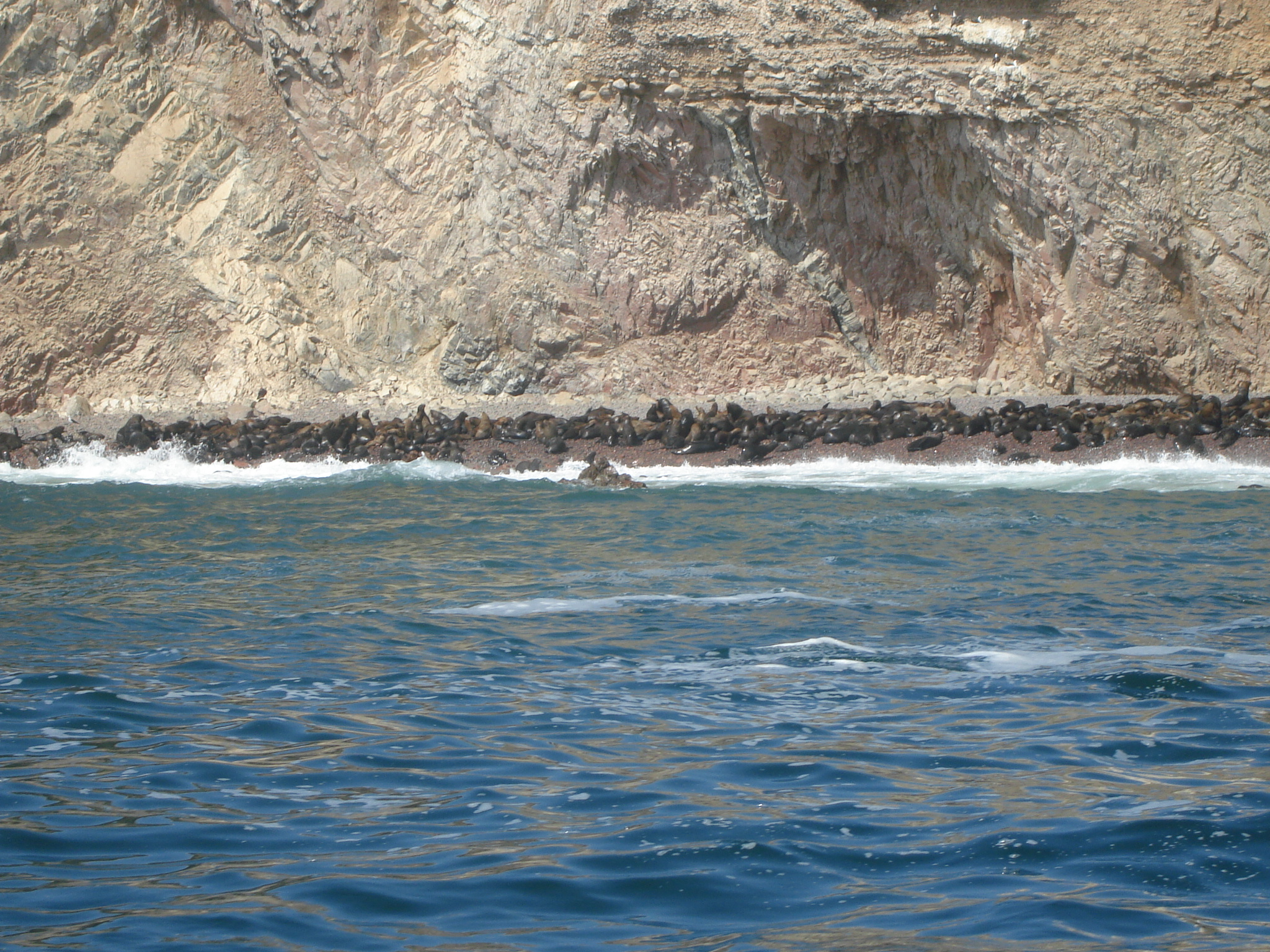
Lobos marinos en las Islas Ballestas de la Reserva Nacional de Paracas.

Comprende desde la península de Illescas, por el norte, hasta la península de Paracas, por el sur. Se caracteriza por ser el más amplio de los tres sectores del zócalo continental. Llegando a alcanzar unos 140 km de ancho a la altura de Chimbote, 120 km frente a Trujillo y 70 km frente a Lima.

#### Sector meridional
Este sector comprende desde la península de Paracas hasta la frontera con Chile. Se caracteriza por ser estrecho, con un ancho promedio que varía entre 2 y 4 km. 

### El talud continental
Comienza a los 200 m de profundidad marina, siendo el declive que sigue al oeste del zócalo continental. Llega a alcanzar hasta más de 6000 m de profundidad.
En él se localizan los cañones submarinos, donde van a parar restos de materiales sólidos acumulados en el borde del zócalo continental.

### Las fosas marinas
Vienen a ser profundas grietas en el fondo marino (7000 metros de profundidad aproximadamente), que se extienden paralelas al litoral peruano. En ellas se localizan muchos hipocentros de movimientos sísmicos producto del roce de la Placa de Nazca con la base de la Placa Continental Sudamericana.
Frente a la costa peruana se observan dos grandes fosas longitudinales: la fosa Central y la fosa Meridional o fosa de Arica. Ambas fosas conforman científicamente una sola la cual recibe el nombre de Fosa de Perú-Chile.

### La dorsal de Nazca
Se encuentra localizada a unos 150 km al oeste de Ica, entre las fosas Central y Meridional. Se extiende a lo largo de 900 km hasta la isla de Pascua, al oeste del océano Pacífico. En el sentido de latitud se extiende frente a toda la costa ecuatorial con respecto al hemisferio norte y frente a las costas de Perú y Chile respecto al hemisferio sur, hasta aproximadamente 40° de latitud sur. En un corte transversal de oeste a este presenta una ladera oceánica, una pequeña planicie de profundidad máxima por cuyo centro pasa el eje de la fosa, y una ladera continental ligeramente más empinada que la primera. Las variaciones de profundidad están asociadas al volumen de sedimentos que rellenan la fosa y a la presencia de una estructura transversal conocida como la Dorsal de Nazca.

## Principales corrientes

### La corriente peruana
Esta corriente, conocida también como corriente de Humboldt, forma parte de un gran movimiento circular de masas de agua que se observa en torno al Pacífico Sur. Este gran movimiento de aguas frías es causado por la fuerza impulsiva del Anticiclón del Pacífico Sur, el cual se presenta como una masa de aire frío y seco que desciende como un gigantesco remolino aéreo. A esta fuerza inicial se le suma la fuerza de los vientos alisios, que se desplazan desde el sudeste y la fuerza de la corriente Circumpolar Antártica impulsada por inmensos vientos catabáticos fríos que soplan casi todo el año.
Está constituida por aguas frías que afloran de la profundidad marina. Extendiéndose desde la costa central de Chile hasta el extremo norte del Perú. Sus aguas se desplazan calmadamente a razón de 28 km por día.
Esta corriente origina una serie de efectos en el clima y relieve de la costa peruana. Ocasionando una disminución promedio, a 18,2 °C, en la temperatura ambiental, en vez de los 25 o 26 °C que le corresponden por su baja latitud. Como consecuencia de ello también se originan una formación de neblinas y brumas en la costa y superficie marina respectivamente, evitándose la formación de nubes de lluvia, tornando árida la costa.

### La corriente del Niño
Se llama corriente del Niño al desplazamiento de aguas cálidas, de norte a sur, frente a las costas de Tumbes y Piura; donde se mezclan con las aguas frías de la corriente peruana enrumbando ambas hacia el oeste. Esta corriente se hace más notoria durante los meses de verano, a partir del 24 de diciembre.
Esta corriente trae como consecuencia una serie de efectos sobre el ecosistema peruano. Ocasionando un aumento en la temperatura de las aguas del mar del Perú, lluvias regulares y repentinas que caen sobre la costa peruana, la muerte masiva del plancton, migración de cardúmenes de anchoveta, sardinas y otras especies marinas de aguas frías hacia el sur. Esto a su vez, atrae la presencia de peces de mares tropicales en el mar de la costa central peruana.

## Defensa e investigación

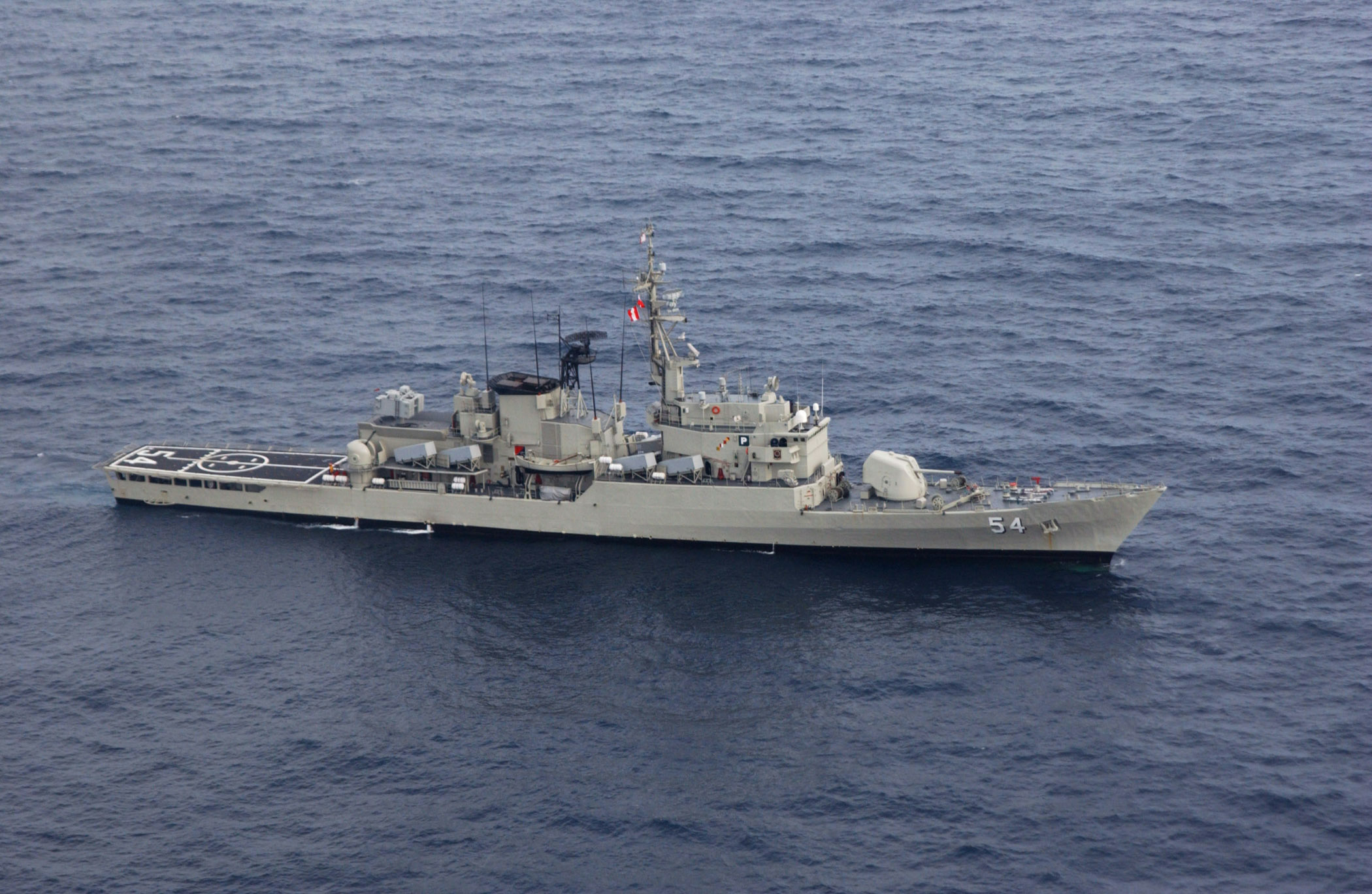
BAP Mariátegui de la Marina de Guerra del Perú

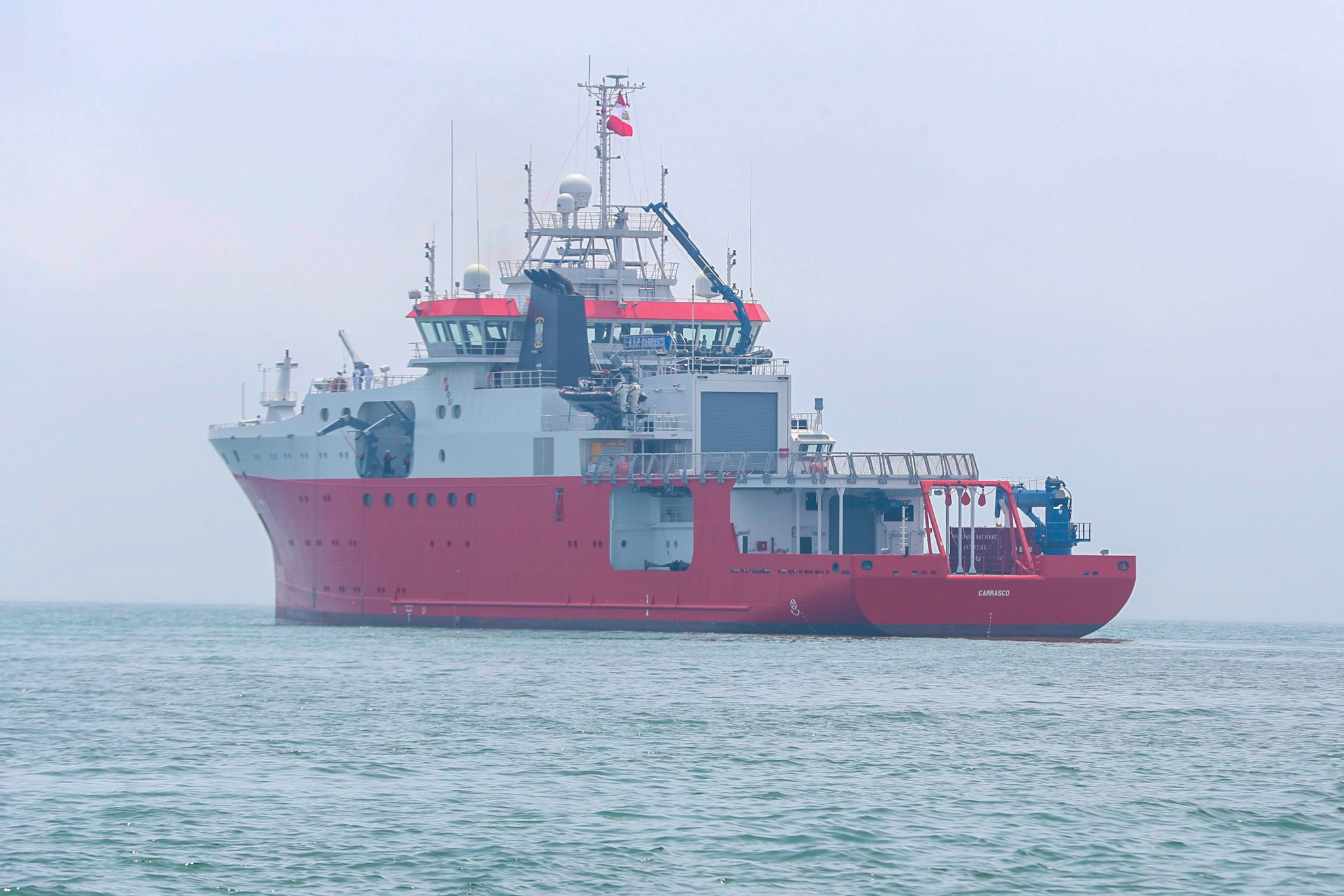
Buque oceanográfico polar de la Marina de Guerra del Perú

### Defensa, vigilancia y control
De acuerdo con el Artículo 165.º de la Constitución Política del Perú, corresponde a las fuerzas armadas garantizar la independencia, integridad y soberanía del territorio. En cuanto al ámbito marítimo, el Decreto Legislativo N.o 1138 establece que tal encargo recae sobre la Marina de Guerra del Perú, siendo responsable del control, vigilancia y la defensa del dominio marítimo peruano. Asimismo, de acuerdo al Decreto Supremo N.o 015-2014 DE/MGP, corresponde a la Dirección General de Capitanías y Guardacostas (DICAPI) ejercer la policía marítima en los puertos, en el litoral y en el dominio marítimo hasta las doscientas millas.

### Investigación
La investigación de los espacios marítimos que conforman el mar peruano está a cargo del Instituto del Mar del Perú (IMARPE), de conformidad con lo establecido en el Decreto Legislativo N.o 95, el cual señala que esta entidad pública tiene por finalidad realizar investigaciones científicas y tecnológicas del mar y de las aguas continentales y de los recursos de ambos, así como las investigaciones oceanográficas y limnológicas de la calidad del ambiente acuático, con el objeto de lograr el racional aprovechamiento de los mismos. Asimismo, la Marina de Guerra del Perú, desempeña también una labor de investigación mediante su Dirección de Hidrografía y Navegación.